# 室屋成
室屋 成（むろや せい、1994年4月5日 - ）は、大阪府泉南郡熊取町出身のプロサッカー選手。Jリーグ・FC東京所属。ポジションはディフェンダー（サイドバック）。元日本代表。

## 来歴

### プロ入り前
5歳の時に兄の影響でサッカーを始め、同学年の南野拓実とともに地元・大阪府熊取町の「ゼッセル熊取FC」に所属。得点に貪欲な南野に対し、室屋は気の利いた動きやアシストでサポート。お互いに刺激を受ける存在だった。
2010年、青森山田高等学校監督の黒田剛の勧誘を受け、同校へ進学。2年時にサイドバックへと転向。第91回全国高等学校サッカー選手権大会ではベスト16に終わるも、優秀選手に選出。同賞受賞選手から構成された日本高校選抜にも参加し、デュッセルドルフ国際ユースサッカー大会で初優勝を果たした。高校での同期に山田将之、2学年先輩に柴崎岳がいる。
清水エスパルスからのオファーを受けていたが「長友選手を輩出して、サイドバック育成が上手い」（室屋談）明治大学への進学を選び、2013年より同大学サッカー部に所属。同年6月にはFC東京のキャンプに帯同し、ランコ・ポポヴィッチ監督から「最大のサプライズ」「今すぐ来てくれ」と絶賛されたが、部との掛け持ちが難しく辞退。
2015年4月、FC東京に特別指定選手として選手登録。関東大学リーグを欠場することになった反面、厳しい競争の中で得たものは大きく、クロス精度や危機管理能力を向上させた。

### FC東京（第1次）
2016年2月、明治大学サッカー部を退部。在学のままFC東京に加入した（後述）。同月練習に合流するも、第5中足骨骨折の重傷を負った。約4か月の離脱を経てU-23チームで復帰。同年6月12日のJ3第12節・藤枝MYFC戦で復帰後かつプロ入り後初の公式戦出場を果たした。翌月からはトップチームに合流し、7月9日のJ1第2ステージ第2節・ヴァンフォーレ甲府戦でJ1初出場。攻守に落ち着いたプレーで同節以降は右サイドバックで先発出場を続けた。11月9日、第97回天皇杯全日本サッカー選手権大会4回戦のHonda FC戦では鮮やかなループシュートで決勝点となるプロ初ゴールを挙げた。
2017年は鹿島アントラーズとの開幕戦でフル出場。一時は徳永悠平とのポジション争いで劣勢に立たされたが主力として定着し、3バック採用時にはウイングバック（WB）でプレー。より攻撃参加と運動量が求められる同ポジションでの起用は当たり、ルヴァンカップ・プレーオフ第2戦のサンフレッチェ広島戦ではミドルシュートを決め、これが決勝点となった。8月のドイツ遠征後はチームが3バックを基本とし、レギュラーとして得点にも絡んでいたが浦和レッズ戦で負傷離脱。その後はJ3で調整を行い、9月30日の第28節・ジュビロ磐田戦で復帰を果たした。2018年4月11日の第7節・鹿島アントラーズ戦でJ1リーグ初得点を決めた。2019年にはベストイレブンに選出された。

### ハノーファー
2020年8月14日、ドイツブンデスリーガ2部のハノーファー96への完全移籍が発表された。9月14日、DFBポカールの1回戦で移籍後初出場を果たした。
2022年8月20日の1.FCマクデブルク戦でドイツ初ゴールを記録した。

### FC東京（第2次）
2025年5月23日、古巣であるFC東京に完全移籍加入することが発表された。

### 日本代表
高い持久力を武器に、U-17日本代表の左SBとして2011 FIFA U-17ワールドカップの4試合に出場し、チームの8強入りに貢献した。
推進力・運動量・両サイドをこなす器用さを評価され、リオデジャネイロオリンピックを目指す日本代表メンバーとしてもプレーを続けた。2016年1月にはAFC U-23選手権2016に唯一の大学生プレーヤーとして出場した。持ち前の運動量と攻守に身体を張るハードワークで、チームの主軸として奮戦。大会を通じて安定した出来を見せ、準々決勝のU-23イラン代表戦では左足から鋭いクロスを放ち、豊川雄太の決勝点をアシスト。オリンピック出場権獲得及び大会優勝に貢献した。
負傷明けのため、オリンピック本大会メンバー選考では当落選上にいたが、最終選考の場となったキリンチャレンジカップ・U-23南アフリカ代表戦では果敢な攻め上がりから矢島慎也の得点をアシストし、左右両サイドでのユーティリティー性も発揮。実戦復帰後初のフル出場ではあったが、上々のプレーでオリンピック本大会のメンバーに選出された。同大会では初戦ナイジェリア代表戦こそ失点に絡む不安定なプレーを見せたが、2戦目以降は積極性を取り戻し、グループリーグ敗退のチームにあって全3試合にフル出場した。
2017年12月5日、EAFF E-1フットボールチャンピオンシップ2017に向けた日本代表に追加招集され、これがA代表初選出となった。12月9日、北朝鮮戦で代表初先発で代表デビューを果たした。
2019年1月、AFCアジアカップ2019のメンバーに選出された。グループリーグ第3戦のウズベキスタン戦では先発出場し、武藤嘉紀の得点をアシストした。

## 人物
- 2018年8月6日に一般女性と結婚し、同月17日に発表した[54]。2019年2月4日には第一子となる長男が誕生した[55][56]。
- 大学の先輩に当たる長友佑都とは在学中に年代別代表のサイドバックとして登用された点で重なり、しばしば「長友2世」とも形容されるが[1][57][58][19]、室屋によれば「憧れだし真似ていきたい部分もある」が「SBとしてのタイプは違う」という[59]。なお、FC東京における特別指定登録時の背番号（36番）も同じ。
- プロ入りに当たっては、室屋のようにスポーツ推薦で入学しながらサッカー部を途中退部してプロ入りする場合、休学や中退に至るのが通例であった[60]。しかし、明大サッカー部は室屋の練習態度及び学業への取組みを認めて大学と掛け合い[61]、大学の理解の下で退学を回避[46][62]。円満に在学でのプロ入りを認められた[63][46]。同部にとってはこのような形でのプロ入りは室屋が初の例であった[46][64]。

## 所属クラブ
- ゼッセル熊取フットボールクラブジュニア（熊取町立北小学校）[2]
- ゼッセル熊取フットボールクラブジュニアユース（熊取町立熊取北中学校）[4][2]
- 2010年 - 2012年 青森山田高等学校
- 2013年 - 2015年 明治大学
  - 2015年 FC東京（特別指定選手）
- 2016年 - 2020年8月 FC東京
- 2020年 - 2025年5月 ハノーファー96
- 2025年6月 - FC東京

## 個人成績
| 国内大会個人成績 | 国内大会個人成績 | 国内大会個人成績 | 国内大会個人成績 | 国内大会個人成績 | 国内大会個人成績 | 国内大会個人成績 | 国内大会個人成績 | 国内大会個人成績 | 国内大会個人成績 | 国内大会個人成績 | 国内大会個人成績 |
| 年度             | クラブ           | 背番号           | リーグ           | リーグ戦         | リーグ戦         | リーグ杯         | リーグ杯         | オープン杯       | オープン杯       | 期間通算         | 期間通算         |
| 年度             | クラブ           | 背番号           | リーグ           | 出場             | 得点             | 出場             | 得点             | 出場             | 得点             | 出場             | 得点             |
| 日本             | 日本             | 日本             | 日本             | リーグ戦         | リーグ戦         | リーグ杯         | リーグ杯         | 天皇杯           | 天皇杯           | 期間通算         | 期間通算         |
| ---------------- | ---------------- | ---------------- | ---------------- | ---------------- | ---------------- | ---------------- | ---------------- | ---------------- | ---------------- | ---------------- | ---------------- |
| 2014             | 明治大           | 2                | -                | -                | -                | -                | -                | 1                | 0                | 1                | 0                |
| 2016             | FC東京           | 6                | J1               | 12               | 0                | 4                | 0                | 2                | 1                | 18               | 1                |
| 2017             | FC東京           | 2                | J1               | 26               | 0                | 6                | 1                | 0                | 0                | 32               | 1                |
| 2018             | FC東京           | 2                | J1               | 30               | 1                | 1                | 0                | 3                | 0                | 34               | 1                |
| 2019             | FC東京           | 2                | J1               | 30               | 0                | 6                | 0                | 0                | 0                | 36               | 0                |
| 2020             | FC東京           | 2                | J1               | 10               | 1                | -                | -                | -                | -                | 10               | 1                |
| ドイツ           | ドイツ           | ドイツ           | ドイツ           | リーグ戦         | リーグ戦         | リーグ杯         | リーグ杯         | DFBポカール      | DFBポカール      | 期間通算         | 期間通算         |
| 2020-21          | ハノーファー     | 21               | 2.ブンデス       | 32               | 0                | -                | -                | 2                | 0                | 34               | 0                |
| 2021-22          | ハノーファー     | 21               | 2.ブンデス       | 27               | 0                | -                | -                | 3                | 0                | 30               | 0                |
| 2022-23          | ハノーファー     | 21               | 2.ブンデス       | 31               | 3                | -                | -                | 2                | 0                | 33               | 3                |
| 2023-24          | ハノーファー     | 21               | 2.ブンデス       | 25               | 2                | -                | -                | 1                | 0                | 26               | 2                |
| 2024-25          | ハノーファー     | 21               | 2.ブンデス       | 27               | 0                | -                | -                | 1                | 0                | 28               | 0                |
| 日本             | 日本             | 日本             | 日本             | リーグ戦         | リーグ戦         | リーグ杯         | リーグ杯         | 天皇杯           | 天皇杯           | 期間通算         | 期間通算         |
| 2025             | FC東京           | 2                | J1               |                  |                  |                  |                  |                  |                  |                  |                  |
| 通算             | 日本             | 日本             | J1               | 108              | 2                | 17               | 1                | 5                | 1                | 130              | 4                |
| 通算             | 日本             | 日本             | 他               | -                | -                | -                | -                | 1                | 0                | 1                | 0                |
| 通算             | ドイツ           | ドイツ           | 2.ブンデス       | 142              | 5                | -                | -                | 9                | 0                | 151              | 5                |
| 総通算           | 総通算           | 総通算           | 総通算           | 250              | 7                | 17               | 1                | 15               | 1                | 282              | 9                |

| 2016   | F東23  | 6      | J3     | 4 | 0 | 4 | 0 |
| 2017   | F東23  | 2      | J3     | 1 | 0 | 1 | 0 |
| 通算   | 日本   | 日本   | J3     | 5 | 0 | 5 | 0 |
| 総通算 | 総通算 | 総通算 | 総通算 | 5 | 0 | 5 | 0 |

| 国際大会個人成績 | 国際大会個人成績 | 国際大会個人成績 | 国際大会個人成績 | 国際大会個人成績 |
| 年度             | クラブ           | 背番号           | 出場             | 得点             |
| AFC              | AFC              | AFC              | ACL              | ACL              |
| ---------------- | ---------------- | ---------------- | ---------------- | ---------------- |
| 2016             | FC東京           | 6                | 7                | 0                |
| 2020             | FC東京           | 2                | 2                | 0                |
| 通算             | AFC              | AFC              | 9                | 0                |

その他の国際公式戦
- 2020年
  - AFCチャンピオンズリーグ2020・プレーオフ 1試合1得点

出場歴
- 2016年6月12日：J3リーグ初出場 - J3第12節 vs藤枝MYFC（味の素フィールド西が丘）
- 2016年7月09日：J1リーグ初出場 - J1 2nd第2節 vsヴァンフォーレ甲府（味の素スタジアム）

## タイトル

### チーム
青森山田高等学校
- JFAプリンスリーグ（2010年）
- デュッセルドルフ国際ユースサッカー大会（2012年）

明治大学
- アミノバイタルカップ（2013年）

### 代表
U-23日本代表
- AFC U-23選手権（2016年）

### 個人
- 全国高等学校サッカー選手権大会 優秀選手（2012年）
- 関東大学サッカーリーグ1部 新人賞（2013年[65]）
- 関東大学サッカーリーグ1部 ベストイレブン（2015年[66]）
- 関東大学サッカーリーグ 特別賞（2014年[67]、2015年[66]）
- デンソーチャレンジカップ ベストイレブン（2014年[68]）
- Jリーグ・ベストイレブン（2019年）

## 代表歴

### 出場大会
- U-17日本代表
  - 2011年 - スロバキアカップ（4位）[69]、2011 FIFA U-17ワールドカップ（ベスト8）[70]
- U-18日本代表
  - 2011年 - Traditional Winter Tournament Israel（3位）[71]
- 日本高校サッカー選抜
  - 2013年 - NEXT GENERATION MATCH
- U-19日本代表
  - 2013年 - アルクディア国際ユースサッカートーナメント（グループリーグ）[72]
- U-21日本代表
  - 2014年 - アジア競技大会（ベスト8）[73]
- U-22日本代表
  - 2015年 - AFC U-23選手権2016 (予選)[74]
- ユニバーシアード日本代表
  - 2015年 - ユニバーシアードサッカー競技（3位）[75]
- U-23日本代表
  - 2016年 - AFC U-23選手権2016（優勝）
  - 2016年 - キリンチャレンジカップ[76]
  - 2016年 - リオデジャネイロオリンピック[50]（グループリーグ）
- 日本代表候補
  - 2017年 - 2018 FIFAワールドカップ・アジア3次予選 予備登録[77]
- 日本代表
  - EAFF E-1フットボールチャンピオンシップ2017（2017年）
  - AFCアジアカップ2019（2019年）

### 試合数
- 国際Aマッチ 16試合 0得点（2017年 - 2021年）

| 日本代表 | 国際Aマッチ | 国際Aマッチ |
| 年       | 出場        | 得点        |
| -------- | ----------- | ----------- |
| 2017     | 1           | 0           |
| 2018     | 3           | 0           |
| 2019     | 6           | 0           |
| 2020     | 2           | 0           |
| 2021     | 4           | 0           |
| 通算     | 16          | 0           |

### 出場
| No. | 開催日         | 開催都市     | スタジアム                             | 対戦国                 | 結果  | 監督           | 大会                       |
| --- | -------------- | ------------ | -------------------------------------- | ---------------------- | ----- | -------------- | -------------------------- |
| 1.  | 2017年12月9日  | 調布         | 味の素スタジアム                       | 朝鮮民主主義人民共和国 | ○1-0  | ハリルホジッチ | EAFF E-1サッカー選手権2017 |
| 2.  | 2018年9月11日  | 吹田         | パナソニックスタジアム吹田             | コスタリカ             | ○3-0  | 森保一         | キリンチャレンジカップ2018 |
| 3.  | 2018年10月12日 | 新潟         | デンカビックスワンスタジアム           | パナマ                 | ○3-0  | 森保一         | キリンチャレンジカップ2018 |
| 4.  | 2018年11月20日 | 豊田         | 豊田スタジアム                         | キルギス               | ○4-0  | 森保一         | キリンチャレンジカップ2018 |
| 5.  | 2019年1月17日  | アル・アイン | シェイク・ハリーファ国際スタジアム     | ウズベキスタン         | ○2-1  | 森保一         | AFCアジアカップ2019        |
| 6.  | 2019年1月28日  | アル・アイン | ハッザーア・ビン・ザーイド・スタジアム | イラン                 | ○3-0  | 森保一         | AFCアジアカップ2019        |
| 7.  | 2019年3月22日  | 横浜         | 日産スタジアム                         | コロンビア             | ●0-1  | 森保一         | キリンチャレンジカップ2019 |
| 8.  | 2019年6月5日   | 豊田         | 豊田スタジアム                         | トリニダード・トバゴ   | △0-0  | 森保一         | キリンチャレンジカップ2019 |
| 9.  | 2019年6月9日   | 利府         | ひとめぼれスタジアム宮城               | エルサルバドル         | ○2-0  | 森保一         | キリンチャレンジカップ2019 |
| 10. | 2019年11月19日 | 吹田         | パナソニックスタジアム吹田             | ベネズエラ             | ●1-4  | 森保一         | キリンチャレンジカップ2019 |
| 11. | 2020年10月13日 | ユトレヒト   | スタディオン・ハルヘンワールト         | コートジボワール       | ○1-0  | 森保一         | 国際親善試合               |
| 12. | 2020年11月13日 | グラーツ     | メルクーア・アレーナ                   | パナマ                 | ○1-0  | 森保一         | 国際親善試合               |
| 13. | 2021年5月28日  | 千葉県       | フクダ電子アリーナ                     | ミャンマー             | ○10-0 | 森保一         | ワールドカップ予選         |
| 14. | 2021年6月11日  | 兵庫県       | 御崎公園球技場                         | セルビア               | ○1-0  | 森保一         | キリンチャレンジカップ     |
| 15. | 2021年6月15日  | 大阪府       | 市立吹田サッカースタジアム             | キルギス               | ○5-1  | 森保一         | ワールドカップ予選         |
| 16. | 2021年9月7日   | ドーハ       | ハリーファ国際スタジアム               | 中国                   | ○1-0  | 森保一         | ワールドカップ予選         |